# François Loeser
François Loeser (* 25. August 1958 in Mülhausen) ist ein französischer Mathematiker.

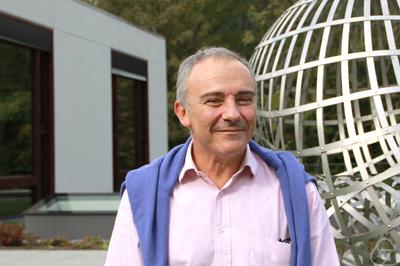
François Loeser, Oberwolfach 2013

Loeser studierte ab 1978 an der École normale supérieure (ENS). 1983 reichte er seine Thèse de troisieme cycle ein und 1988 seine Thèse d’Etat (beide Teil des Promotionsverfahrens in Frankreich). 1985 bis 1989 war er Chargé de Recherches des CNRS an der École polytechnique. 1989 wurde er Professor an der Universität Paris VI (Pierre et Marie Curie) und 2000 Professor an der ENS.
Loeser befasst sich mit algebraischer Geometrie und arithmetischer Geometrie, zum Beispiel entwickelte er Ende der 1990er Jahre mit dem belgischen Mathematiker Jan Denef eine Theorie motivischer Integration (ein Konzept das auf Maxim Kontsevich zurückgeht). 2014 war er Eingeladener Sprecher auf dem ICM in Seoul (Definability in non-archimedean geometry).
1992 bis 1997 war er Junior-Mitglied des Institut Universitaire de France. 2007 erhielt er den Freycinet Preis der französischen Akademie der Wissenschaften. 2008 hielt er einen Plenarvortrag auf dem Europäischen Mathematikerkongress in Amsterdam (The Geometry behind non-archimedean integrals). Er ist Fellow der American Mathematical Society und seit 2019 Mitglied der Academia Europaea. Er war Clay Senior Scholar im Herbst 2020.
Zu seinen Doktoranden gehören Julien Sebag und (mit Denef) Johannes Nicaise.

## Schriften
- mit Jean-Benoît Bost, Michel Raynaud (Herausgeber): Courbes semi-stables et groupe fondamental en géométrie algébrique. Birkhäuser 2000 (Konferenz Luminy 1998)
- mit Alan Adolphson, Francesco Baldassarri, Pierre Berthelot, Nicholas Katz: Geometric Aspects of Dwork Theory. Band 1, de Gruyter 2004
- mit J. Denef Germs of arcs on singular algebraic varieties and motivic integration, Inventiones Mathematicae, 135, 1999, 201–232
- mit J. Denef Motivic integration, quotient singularities and the McKay correspondence, Compositio Mathematicae, 131, 2002, 267–290